# Nebenkosten beim Grundstückskauf
Nebenkosten beim Grundstückskauf sind alle beim Grundstückskauf zusätzlich zum eigentlichen Kaufpreis anfallenden Nebenkosten, insbesondere Maklerprovision, Grunderwerbsteuer, Gerichts- und Notargebühren, Vermessungskosten, Kosten für die Grundbucheintragung oder Kosten für Bodenuntersuchungen.

## Höhe der Grunderwerbsteuer
Die Höhe der Grunderwerbsteuer richtet sich nach dem Standort des Grundstücks, welches man erwerben möchte. Die Steuer ist in jedem Bundesland unterschiedlich. Die Spanne liegt zwischen 3,5 und 6,5 Prozent des Kaufpreises.
- Brandenburg, Nordrhein-Westfalen, Saarland, Schleswig-Holstein: 6,5 %
- Berlin, Hessen, Mecklenburg-Vorpommern: 6,0 %
- Hamburg, Sachsen: 5,5 %
- Baden-Württemberg, Bremen, Niedersachsen, Rheinland-Pfalz, Sachsen-Anhalt, Thüringen: 5,0 %
- Bayern: 3,5 %

## Höhe der Maklerprovision
Die vom Käufer zu zahlende Maklerprovision lag üblicherweise zwischen 3,57 und maximal 7,14 Prozent des Kaufpreises inkl. MwSt. Die in vielen Fällen zusätzlich vom Verkäufer zu zahlende Provision lag üblicherweise zwischen 1,19 und maximal 4,76 Prozent des Kaufpreises inkl. MwSt. Gemäß Neuregelung in § 656c BGB gilt beim Verkauf von Wohnungen und Einfamilienhäusern seit Ende 2020 in der Regel das Prinzip der gleichen Maklerprovision.

## Notargebühren
Die Notargebühren sind bei einem Grundstückserwerb von demjenigen zu zahlen, der die Beurkundung des Kaufvertrags in Auftrag gegeben hat. Dies ist in Deutschland in aller Regel der Käufer, er kann sich allerdings mit dem Verkäufer auf eine Teilung der Gebühr einigen. Die Höhe der Kosten liegt etwa bei 1,0 % des Kaufpreises. Allerdings entstehen bei einem Kaufvertrag, egal wie gering der Grundstückspreis sein mag, regelmäßig eine Beurkundungsgebühr sowie eine Vollzugs-, eine Betreuungs- und eine Auslagengebühr (Porto), wobei sich die Höhe ansonsten nach dem beurkundeten Kaufpreis richtet. Enthält der Kaufvertrag weitere spezielle Vereinbarungen, fällt auch dafür eine Gebühr an. Hinzu kommt schließlich auf sämtliche Gebühren die Umsatzsteuer von 19 %.

## Gerichtskosten
Für die Eintragung einer Auflassungsvormerkung und des Eigentumsübergangs im Grundbuch durch das für die Gemarkung zuständige Amtsgericht werden Gebühren in Höhe von etwa 0,5 % des Kaufpreises erhoben.
Weitere Gerichtsgebühren entstehen durch die Eintragung oder Löschung von Grundpfandrechten (Buch- oder Briefgrundschuld). Die Eintragungskosten (Grundschuldbestellung) sind in der Regel vom Käufer, die Löschungskosten (Lastenfreistellung) vom Verkäufer zu tragen. Genaueres hierzu regelt der notarielle Kaufvertrag.

## Sonstige Nebenkosten
Steht der Grundstückskauf im Zusammenhang mit einer Immobilienfinanzierung, so gelten die Finanzierungskosten ebenfalls als Nebenkosten beim Grundstückskauf.